# Полія Людвіга
Полія Людвіга (Pohlia ludwigii) — вид мохів порядку головмохальних (Bryales).

## Поширення
Ареал охоплює такі частини світу: Європа, Північна Америка, Азія.
Населяє ґрунт, ділянки пізнього сніготанення в альпійському та субальпійському поясах; високі висоти.

## Характеристика
Рослини від середніх до великих, зелені, іноді з червоним відтінком, матові. Стебла 0.8–3.5 см. Листки від прямовисних до ± розпростертих, від ланцетних до широко-ланцетних, 1.2–2.4 мм; краї від зубчастих до зубчастих у дистальній 1/3. Спеціалізоване нестатеве розмноження відсутнє. Вид дводомний. Коробочкові ніжки оранжево-коричневі. Коробочка нахилена на 90–180°°, від коричневого до солом'яного забарвлення, широко-грушоподібна. Спори 14–21 мкм.